# Alessandro Capello
Alessandro Capello (Bologna, 12 dicembre 1995) è un calciatore italiano, attaccante del L.R. Vicenza in prestito dall'Arezzo.

## Caratteristiche tecniche
Attaccante molto mobile, in possesso di una buona visione di gioco, è bravo nel dribbling, oltre che essere abile in fase realizzativa. Nella sua breve esperienza al Cagliari era stato visto da Zdeněk Zeman come mezzala atipica. Per le sue caratteristiche a inizio carriera era stato paragonato a Roberto Mancini, mentre lo stesso Capello ha sempre dichiarato di ispirarsi a Francesco Totti.

## Carriera

### Club

#### Inizi e prestiti
Cresciuto nel Bologna, con cui esordisce in prima squadra a soli 16 anni, nel 2013 viene acquistato in compartecipazione dall’Inter Dopo aver trascorso una stagione con la formazione Primavera, il 1º luglio 2014 passa a titolo definitivo al Cagliari. Utilizzato solo in Coppa Italia, il 2 febbraio 2015 si trasferisce al Varese.
Il 31 agosto seguente passa al Prato, con cui disputa un'ottima stagione a livello individuale, terminata con 11 reti complessive. Il 25 luglio 2016 viene ceduto all'Olbia; nella stagione successiva si trasferisce al Padova, con cui conquista la promozione in Serie B come miglior marcatore della squadra. Resta con i veneti anche nella serie cadetta, retrocedendo però al termine del campionato.

#### Venezia, Virtus Entella e Carrarese
Il 21 luglio 2019 viene acquistato a titolo definitivo dal Venezia, con cui firma un contratto biennale.
Il 19 gennaio 2021, dopo 52 presenze e 7 gol (tutti segnati nel 2019/2020), viene ceduto a titolo definitivo all’Entella, sempre in Serie B.
Dopo aver collezionato 40 presenze e 3 gol in un anno e mezzo tra Serie B e Serie C, il 1º settembre 2022 viene ceduto a titolo definitivo alla Carrarese. Dieci giorni dopo al debutto segna una tripletta alla Recanatese; si ripete il 18 settembre segnando una doppietta proprio contro l’Entella.

#### Arezzo
Il 17 gennaio 2025 sigla un contratto di due anni e mezzo con l'Arezzo.

### Nazionale
Ha giocato nelle nazionali giovanili italiane Under-17, Under-18 ed Under-19.

## Statistiche

### Presenze e reti nei club
Statistiche aggiornate al 7 maggio 2025.
| Stagione              | Squadra               | Campionato            | Campionato | Campionato | Coppe nazionali | Coppe nazionali | Coppe nazionali | Coppe continentali | Coppe continentali | Coppe continentali | Altre coppe | Altre coppe | Altre coppe | Totale | Totale |
| Stagione              | Squadra               | Comp                  | Pres       | Reti       | Comp            | Pres            | Reti            | Comp               | Pres               | Reti               | Comp        | Pres        | Reti        | Pres   | Reti   |
| --------------------- | --------------------- | --------------------- | ---------- | ---------- | --------------- | --------------- | --------------- | ------------------ | ------------------ | ------------------ | ----------- | ----------- | ----------- | ------ | ------ |
| 2012-2013             | Bologna               | A                     | 0          | 0          | CI              | 1               | 0               | -                  | -                  | -                  | -           | -           | -           | 1      | 0      |
| 2014-gen. 2015        | Cagliari              | A                     | 0          | 0          | CI              | 1               | 0               | -                  | -                  | -                  | -           | -           | -           | 1      | 0      |
| gen.-giu. 2015        | Varese                | B                     | 4          | 0          | CI              | -               | -               | -                  | -                  | -                  | -           | -           | -           | 4      | 0      |
| ago. 2015-2016        | Prato                 | LP                    | 30+2       | 11         | CI-LP           | 0               | 0               | -                  | -                  | -                  | -           | -           | -           | 32     | 11     |
| 2016-2017             | Olbia                 | LP                    | 34         | 8          | CI-LP           | 1               | 0               | -                  | -                  | -                  | -           | -           | -           | 35     | 8      |
| 2017-2018             | Padova                | C                     | 34         | 13         | CI+CI-C         | 2+1             | 0               | -                  | -                  | -                  | SC          | 2           | 2           | 39     | 15     |
| 2018-2019             | Padova                | B                     | 29         | 6          | CI              | 2               | 0               | -                  | -                  | -                  | -           | -           | -           | 31     | 6      |
| Totale Padova         | Totale Padova         | Totale Padova         | 63         | 19         |                 | 5               | 0               |                    | -                  | -                  |             | 2           | 2           | 70     | 21     |
| 2019-2020             | Venezia               | B                     | 38         | 7          | CI              | 2               | 0               | -                  | -                  | -                  | -           | -           | -           | 40     | 7      |
| 2020-gen. 2021        | Venezia               | B                     | 14         | 0          | CI              | 1               | 1               | -                  | -                  | -                  | -           | -           | -           | 15     | 1      |
| Totale Venezia        | Totale Venezia        | Totale Venezia        | 52         | 7          |                 | 3               | 1               |                    | -                  | -                  |             | -           | -           | 55     | 8      |
| gen.-giu. 2021        | Virtus Entella        | B                     | 15         | 0          | CI              | -               | -               | -                  | -                  | -                  | -           | -           | -           | 15     | 0      |
| 2021-2022             | Virtus Entella        | C                     | 21+4       | 2+1        | CI-C            | 3               | 1               | -                  | -                  | -                  | -           | -           | -           | 28     | 4      |
| Totale Virtus Entella | Totale Virtus Entella | Totale Virtus Entella | 36+4       | 0          |                 | 3               | 1               |                    | -                  | -                  |             | -           | -           | 43     | 1      |
| 2022-2023             | Carrarese             | C                     | 36+1       | 14         | CI-C            | 1               | 0               | -                  | -                  | -                  | -           | -           | -           | 38     | 14     |
| 2023-2024             | Carrarese             | C                     | 34+1       | 8          | CI-C            | 1               | 0               | -                  | -                  | -                  | -           | -           | -           | 36     | 8      |
| 2024-gen. 2025        | Carrarese             | B                     | 11         | 0          | CI-C            | 2               | 0               | -                  | -                  | -                  | -           | -           | -           | 13     | 0      |
| Totale Carrarese      | Totale Carrarese      | Totale Carrarese      | 81+2       | 22         |                 | 4               | 0               |                    | -                  | -                  |             | -           | -           | 87     | 22     |
| gen.- giu. 2025       | Arezzo                | C                     | 14+2       | 0          | CI-C            | 0               | 0               | -                  | -                  | -                  | -           | -           | -           | 16     | 0      |
| Totale carriera       | Totale carriera       | Totale carriera       | 324        | 70         |                 | 18              | 2               |                    | -                  | -                  |             | 2           | 2           | 344    | 74     |

## Palmarès

### Club

#### Competizioni giovanili
- Trofeo Dossena: 1

Inter: 2014

#### Competizioni nazionali
- Serie C: 1

Padova: 2017-2018 (girone B)
- Supercoppa di Serie C: 1

Padova: 2018